# Hypercompe lemairei
Hypercompe lemairei är en fjärilsart som beskrevs av Watson och Goodger 1984. Hypercompe lemairei ingår i släktet Hypercompe och familjen björnspinnare. Inga underarter finns listade i Catalogue of Life.